# 戦え!超ロボット生命体トランスフォーマー ザ☆コミックス
『戦え!超ロボット生命体トランスフォーマー ザ☆コミックス』（たたかえ ちょうロボットせいめいたいトランスフォーマー ザ コミックス）は、テレビマガジンに連載された原作/構成・金田益実、作画・まがみばんによる漫画作品。『トランスフォーマー』シリーズのコミカライズ作品で、各アニメ版がベースとなっているが、作品によっては原作者の構想により忠実な独自の設定・物語が展開されている。児童向け雑誌連載ながら、1986年から1991年の長期に渡って掲載された。なお『ザ☆コミックス』は2002年にミリオン出版より単行本化された際のタイトルで、連載時のタイトルは下記の通りである。2016年よりミリオン出版のヒーローコンテンツ『HERO X』にて、電子書籍化されていた（全7巻）。
2025年4月25日に、ミリオン出版、メディアボーイから『HERO-X』の出版事業を引き継いだ竹書房より『戦え!超ロボット生命体トランスフォーマー ザ☆コミックス【完全版】』が発売された（全2巻）。

## 各作品解説

### 戦え!超ロボット生命体トランスフォーマー
1986年4月号～同年11月号に連載。全8話。『戦え!超ロボット生命体トランスフォーマー』および『戦え!超ロボット生命体トランスフォーマー スクランブルシティ発動編』がベース。基本的な設定はアニメと同じだが、サイバトロン基地の支部が設置された日本で少年ケンジが、戦いを通じてサイバトロンとの友情を交わすストーリーに仕上がっている。

### 超ロボット生命体物語ザ☆トランスフォーマー
1986年12月号～1987年4月号に連載。全5話。『戦え!超ロボット生命体トランスフォーマー2010』の前半がベース。アニメ版未登場のダブルチェンジャーやスタースクリームの亡霊が操るオリジナルキャラクター・巨銃兵士ギルトールなどの活躍も描かれている。

### トランスフォーマー大戦争
1987年5月号～同年7月号に連載。全3話。『戦え!超ロボット生命体トランスフォーマー2010』の後半がベース。

### トランスフォーマー ザ☆ヘッドマスターズ
1987年8月号～1988年3月号に連載。全8話+特別編。『トランスフォーマー ザ☆ヘッドマスターズ』がベース。アニメ版では実現しなかったロディマスコンボイの再登場やアニメ版未登場キャラクターの活躍などが描かれている。月刊誌ゆえのページの制約を逆手に取り､シックスショットはダニエルと心を通わす回でウイングウルフをお披露目している。次作に受け継がれる人間賛歌を以て締め括っている。

### トランスフォーマー 超神マスターフォース
1988年4月号～1989年3月号に連載。全12話。『トランスフォーマー 超神マスターフォース』がベース。アニメ版ではこれまでのシリーズとの関連性が希薄であったが、本作ではフォートレスマキシマスら過去のシリーズのキャラクターが登場し､アニメではあくまで地球方面司令官でしかなかったジンライが､フォートレスからの引継ぎ式により真の“総”司令官に叙せられている。アニメでも描かれず、タカラ(当時)もアピールしなかった、シーコンズのスクランブル合体ロボとしての面を描写している。地球デストロンの家族の絆もより具体的､濃厚に描かれている。

#### サブタイトル
1. 「神か?悪魔か? プリテンダー」
2. 「ヘッドマスターJr.たんじょう」
3. 「運命の対決 正義と悪の子どもたち」
4. 「登場! 救世主の名はジンライ!」
5. 「もやせ、超魂! 新司令官スーパージンライ!」
6. 「戦闘開始!地球・宇宙連合軍」
7. 「おどろきのゴッドジンライ超神合体!」
8. 「正義と悪の地球ファミリー」
9. 「デストロンの大逆襲!」
10. 「生か死か? 決死の超神合体!」
11. 「大逆転! サイバトロン」
12. 最終回「超生命体のたんじょう」

### 戦え!超ロボット生命体トランスフォーマーV
1989年4月号～1990年1月号に連載。全10話。『戦え!超ロボット生命体 トランスフォーマーV』がベース。ジャンの姉パティやデスザラスに助けられた少年､北風ソロンなどのオリジナルキャラクターが登場。また、前作よりヘッドマスターJrの秀太とキャブがレギュラーとして登場し､ビクトリーズを結成している。
ライオカイザーに後年の『BWII』で描かれるような合体前の各員の意思が残るがためのその対立による敗北の描写がある。終盤、悪のリーダーロボットが悪の二号ロボと合体するという展開はトランスフォーマーではこの作品が初めて。

#### サブタイトル
1. 「かっこいいぞ! ぼくらのみかた、スターセイバー!」
2. 「大逆転! スターセイバー」
3. 「レオザック大あばれ!」
4. 「愛の戦士スターセイバー!」
5. 「あやうし、ジャン! いそげ、スターセイバー!」
6. 「友情の星、ジャンとスターセイバー!」
7. 「最強コンビ、勝利の合体!」
8. 「強いぞ! ビクトリーセイバー!」
9. 「かがやけ! 勝利の五つ星」
10. 最終回「そうぜつ! ビクトリー大戦争」

### 戦え!超ロボット生命体トランスフォーマーZ
1990年の応募者全員プレゼント用小冊子『TFひみつ手帳』に掲載。『トランスフォーマーZ』がベース。内容はほぼOVA版に準じるが､ダイアトラスに自然の使者としての面がある。

### 戦え!超ロボット生命体トランスフォーマー ザ☆バトルスターズ
1991年8月号の別冊付録に掲載。これのみ原作は神雷主。『トランスフォーマー リターン・オブ・コンボイ』がベース。『ザ☆バトルスターズ』は雑誌連載時のタイトル。『RETURN OF CONVOY』はアニメ版が製作されていないため、ストーリーが描かれたのは本作と玩具カタログのみである。